# Hartsburg (Missouri)
Hartsburg è un villaggio degli Stati Uniti d'America, situato nello Stato del Missouri, nella contea di Boone.